# ГЕС Сонг-Бунг 5
ГЕС Сонг-Бунг 5 — гідроелектростанція у центральній частині В'єтнаму. Знаходячись між ГЕС Сонг-Бунг 4А (вище за течією, 49 МВт) та ГЕС Сонг-Бунг 6 (29 МВт), входить до складу каскаду на річці Бунг, лівій притоці Vu Gia, яка впадає до Південно-Китайського моря в районі Дананга, утворюючи спільну дельту із Thu Bon.
У межах проекту річку перекрили бетонною гравітаційною греблею висотою 42 метри та довжиною 159 метрів. Вона утримує водосховище з площею поверхні 1,7 км2 та об'ємом 20,3 млн м3 (корисний об'єм 2,5 млн м3), в якому припустиме коливання рівня в операційному режимі між позначками 58,5 та 60 метрів НРМ.
Пригреблевий машинний зал обладнали двома турбінами типу Каплан загальною потужністю 57 МВт, які при напорі від 16,5 до 29,5 метра (номінальний напір 27 метрів) повинні забезпечувати виробництво 209 млн кВт-год електроенергії на рік.
Видача продукції відбувається по ЛЕП, розрахованій на роботу під напругою 110 кВ.
Проект, введений у експлуатацію у 2012—2013 роках, реалізувала компанія TV1. Остання станом на 2018 рік перебувала у скрутному фінансовому становищі та розглядала продаж станції Сонг-Бунг 5 для покриття боргів.